# Alexander Gilmore Cochran
Alexander Gilmore Cochran (* 20. März 1846 in Allegheny City, Allegheny County, Pennsylvania; † 1. Mai 1928 in St. Louis, Missouri) war ein US-amerikanischer Politiker. Zwischen 1875 und 1877 vertrat er den Bundesstaat Pennsylvania im US-Repräsentantenhaus.

## Werdegang
Alexander Cochran besuchte sowohl öffentliche als auch private Schulen seiner Heimat und danach die Phillips Academy in Andover (Massachusetts). Nach einem anschließenden Jurastudium an der Columbia Law School in New York City und seiner 1866 erfolgten Zulassung als Rechtsanwalt begann er in Pittsburgh in diesem Beruf zu arbeiten. Politisch wurde er Mitglied der Demokratischen Partei. Bei den Kongresswahlen des Jahres 1874 wurde er im 23. Wahlbezirk von Pennsylvania in das US-Repräsentantenhaus in Washington, D.C. gewählt, wo er am 4. März 1875 die Nachfolge des Republikaners John McCandless Thompson antrat. Da er im Jahr 1876 nicht bestätigt wurde, konnte er bis zum 3. März 1877 nur eine Legislaturperiode im Kongress absolvieren.
Nach dem Ende seiner Zeit im US-Repräsentantenhaus praktizierte Cochran zunächst wieder als Anwalt in Pittsburgh. Im Jahr 1879 verlegte er seinen Wohnsitz und seine Anwaltskanzlei nach St. Louis in Missouri. Über 20 Jahre lang war er juristischer Vertreter und Leiter der Rechtsabteilung der Missouri Pacific Railway Co. Außerdem war er Vizepräsident der Missouri Pacific and Iron Mountain Railway. Alexander Cochran gehörte auch der Nationalgarde von Missouri an. Dort war er als Oberstleutnant Mitglied der Militärjustiz (Judge Advocate). Er starb am 1. Mai 1928 in St. Louis, wo er auch beigesetzt wurde.